# Campo Diecinueve
Campo Diecinueve es un ejido del municipio de Huatabampo ubicado en el sur del estado mexicano de Sonora, en la zona del valle del río Mayo. Según los datos del Censo de Población y Vivienda realizado en 2010 por el Instituto Nacional de Estadística y Geografía (INEGI), Campo Diecinueve tiene un total de 372 habitantes.

## Geografía
Campo Diecinueve se sitúa en las coordenadas geográficas 26°47'01" de latitud norte y 109°34'52" de longitud oeste del meridiano de Greenwich, a una elevación de 7 metros sobre el nivel del mar.